# Gare de Chelmsford (Essex)
La gare de Chelmsford (en anglais : Chelmsford Railway Station) est une gare ferroviaire du Royaume-Uni de la Great Eastern main line (en). Elle est située sur la Duke Street à Chelmsford, dans le comté de l'Essex.

## Situation ferroviaire
Statin de la Great Eastern Main Line, établie à 49,7 km de la gare londonienne de Liverpool Street, entre les gares d'Ingatestone à l'ouest et de Hatfield Peverel à l'ouest.

## Service des voyageurs
La gare est actuellement gérée par Greater Anglia, société qui assure aussi l'exploitation des trains de la région.

### Desserte
Vers l'ouest, les trains ont pour terminus Liverpool Street ; vers l'est, ils vont notamment vers Braintree, Clacton-on-Sea, Colchester, Ipswich et Norwich.

Installations et desserte
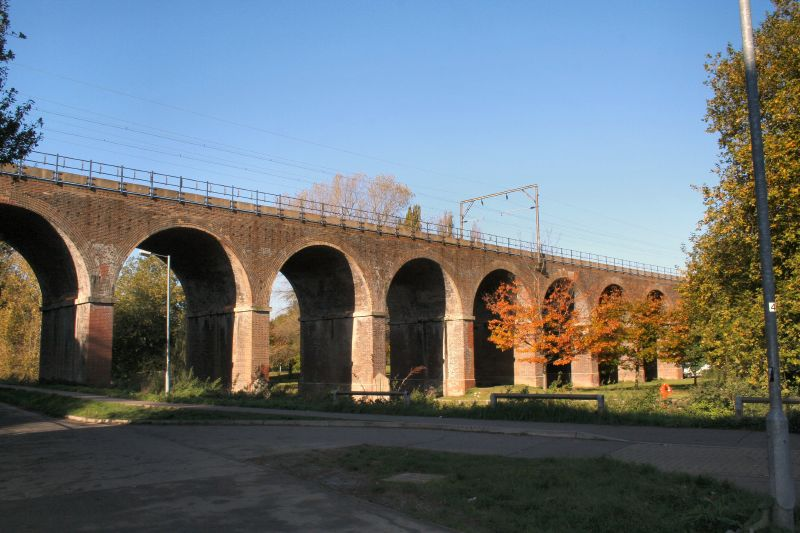
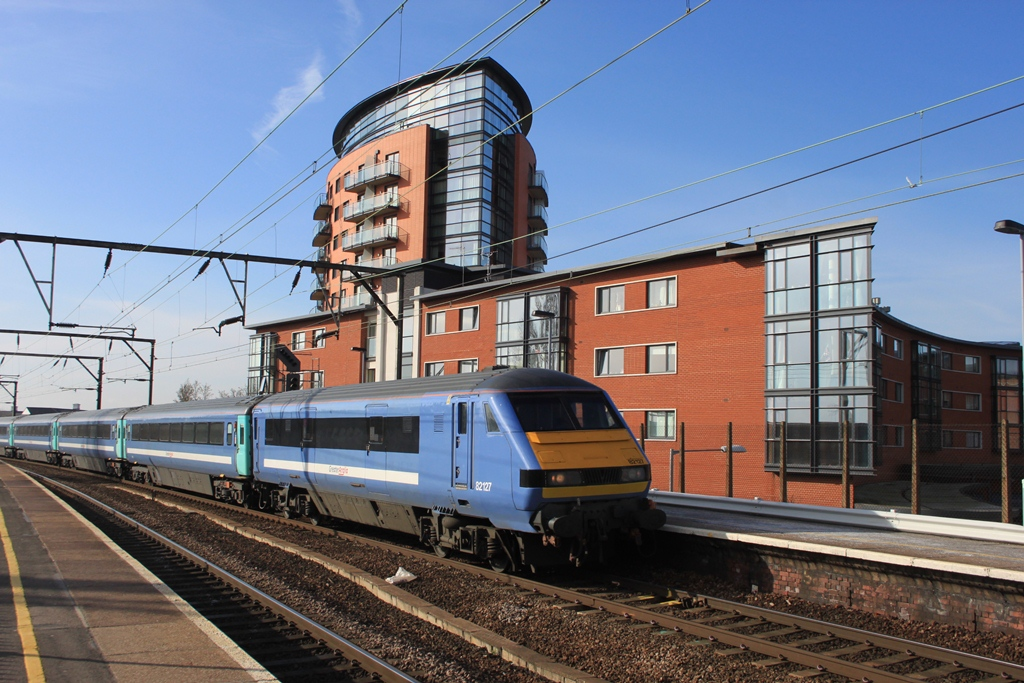
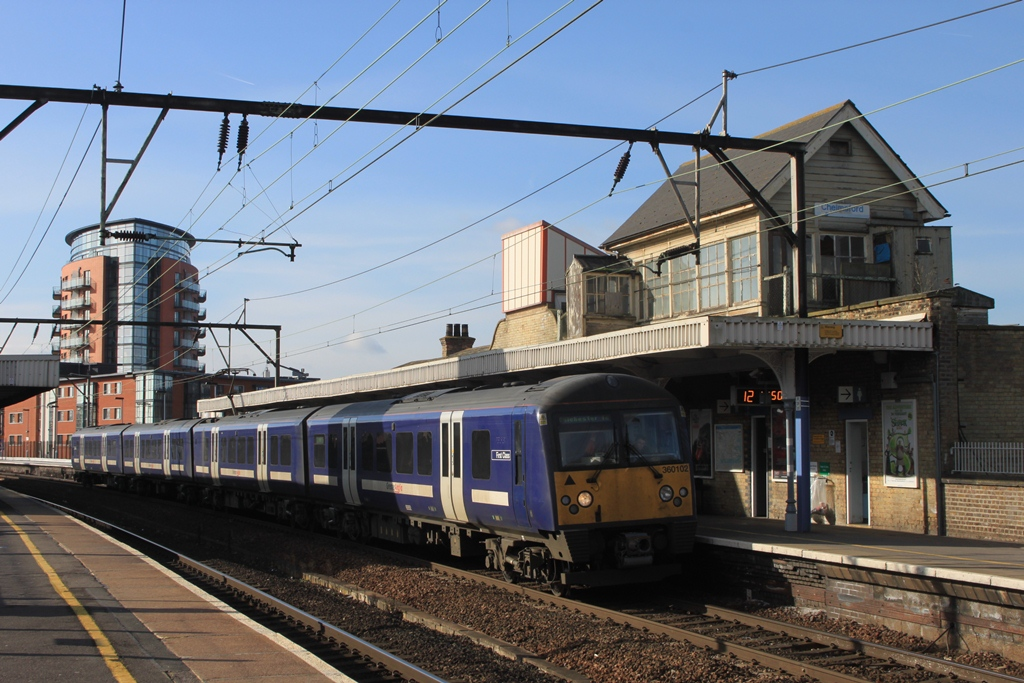